# Sandschneider (Fuhrwerk)
Ein Sandschneider ist eine leichte Kutsche mit vier Rädern. Sie besitzt zwei Sitzbänke hintereinander in Fahrtrichtung angeordnet. Die leichte Konstruktion sorgt dafür, dass das Fuhrwerk auf lockeren, sandigen Wegen nicht einsinkt, daher der Name. 
Der leichte Wagen ist mit ein oder zwei Pferden zu bespannen. Ein Sandschneider wird auf dem Land und nicht in der Stadt verwendet und wird daher typischerweise in ungarischer Landanspannung mit Brustblatt gefahren.